# گیوم گوئیکس
گیوم گوئیکس (فرانسوی: Guillaume Gouix‎؛ ‏فرانسوی: [ɡwiks]؛ زادهٔ ۳۰ نوامبر ۱۹۸۳) بازیگر، فیلم‌نامه‌نویس و کارگردان اهل فرانسه است. وی از سال ۱۹۹۸ میلادی تاکنون مشغول فعالیت بوده‌است.
از فیلم‌ها یا برنامه‌های تلویزیونی که وی در آن نقش داشته‌است، می‌توان به بازگشتگان، پیش پا افتاده، خار زیبا، اتصال و نیمه‌شب در پاریس اشاره کرد.

## زندگی
گیوم در فرانسه زاده شده است. وی در سن شانزده سالگی در مجموعه تلویزیونی آرته حضور یافت. او در مدرسه بازیگری کن آموزش دید. فیلم نیمه شب در پاریس برای او نامزدی برای جایزه سزار به همراه داشت. در سال ۲۰۱۹ در سریال the war of the worlds بازی کرد. او از سال ۲۰۱۵ با الیسون پارادی در رابطه است.